# Racing Club fléchois
 (juillet 2017).
Si vous disposez d'ouvrages ou d'articles de référence ou si vous connaissez des sites web de qualité traitant du thème abordé ici, merci de compléter l'article en donnant les références utiles à sa vérifiabilité et en les liant à la section « Notes et références ».
Maillots
Le Racing Club Flèchois est un club français de football basé à La Flèche et évoluant en Régional 1 de la ligue des Pays de la Loire. L'équipe fanion évolue sur le Stade Montréal.

## Historique
- 1953 : Fusion des deux clubs de football de La Flèche (La Flèche sportive et AS Bellegarde) pour former l'Union sportive fléchoise.
- 1976 : Fusion des deux nouveaux clubs de football de La Flèche (Union sportive fléchoise et Sporting Club fléchois).
- 1995 : Retrait de la section football du club multisports de l'Union des Sports fléchois pour former le Racing Club fléchois.
- 1996 : Première accession en Nationale 2, le club n'y resta qu'une saison.
- 2002 : Nouvelle accession en CFA, là encore pour seulement une saison.
- 2012 : Nouvelle accession en CFA 2, là encore pour seulement une saison.
- 2016 : Nouvelle accession en CFA 2. Obtention du Label Fédéral Elite
- 2023 : Féminines séniors, accession en Régional 2
- 2024 : Féminines séniors, accession en Régional 1

## Palmarès
- 1986-1987 : Champion de DH du Maine
- 1990-1991 : Vainqueur de la Coupe du Maine
- 1995-1996 : Premier de son groupe en National 3
- 2001-2002 : Premier de son groupe en CFA 2
- 2011-2012 : Champion de DH du Maine
- 2015-2016 : Champion de DH du Maine

## Entraîneurs
- 1997-2000 :  Jean-Michel Godart
- 2000-2020 : Franck Guillier
- 2020-2024 : Alan Lemetayer

## Coupe de France Masculine
Les meilleurs résultats du club sont des 32e de finale en 1995-1996 éliminé en par Martigues (1-3), en 2001-2002 éliminé en par Châteauroux (0-1) et en 2004-2005 éliminé par Libourne-Saint-Seurin (1-2). 
- 2008-2009 : Élimination au 5e tour par l'Entente sportive de Bonchamp
- 2011-2012 : Élimination au 7e tour par Limoges (CFA 2)
- 2014-2015 : Élimination au 6e tour à domicile contre Le Mans FC (0-2)[1].

## Challenge de France Féminin
- 2008 - 2009 : Élimination au 2e tour régional par les F.A. Laval

## Coupe Gambardella
Le RC La Flèche, qui participe à la Coupe Gambardella, a atteint les 32e de finale lors des éditions 2000-2001 et 2003-2004.